# Puerto Peñasco
Puerto Peñasco (spanyol nevének jelentése: szikla-kikötő) egy kikötőváros Mexikó északnyugati részén, Sonora államban. 2010-ben lakossága meghaladta az 56 000 főt.

## Földrajz

### Fekvése
A város Mexikó és azon belül Sonora állam északnyugati részén, a Kaliforniai-öböl északi végénél, a Sonora-sivatag szélén található, közel az El Pinacate és Altar-sivatag Bioszféra-rezervátumhoz. Puerto Peñasco az északi határon fekvő Sonoytából induló 8-as főút másik végpontja.

### Éghajlat
A város éghajlata meleg és rendkívül száraz. Minden hónapban mértek már legalább 39 °C-os hőséget, a rekord megközelítette a 45 °C-ot is. Az átlagos hőmérsékletek a januári 14,5 és az augusztusi 29,8 fok között váltakoznak, a téli hónapokban gyenge fagyok is előfordulnak. Az évi átlagosan 88 mm csapadék időbeli eloszlása kissé egyenetlen, szeptemberben, októberben és decemberben valamivel több, máskor kevesebb eső hull.
| Hónap                                   | Jan. | Feb. | Már. | Ápr. | Máj. | Jún. | Júl. | Aug. | Szep. | Okt. | Nov. | Dec. | Év   |
| --------------------------------------- | ---- | ---- | ---- | ---- | ---- | ---- | ---- | ---- | ----- | ---- | ---- | ---- | ---- |
| Rekord max. hőmérséklet (°C)            | 44,0 | 44,0 | 44,0 | 43,0 | 43,0 | 43,0 | 43,0 | 44,5 | 43,0  | 40,0 | 39,5 | 39,5 | 44,5 |
| Átlagos max. hőmérséklet (°C)           | 21,4 | 22,6 | 25,0 | 27,5 | 30,4 | 33,0 | 35,2 | 35,9 | 35,4  | 31,2 | 26,1 | 23,5 | 29,0 |
| Átlaghőmérséklet (°C)                   | 14,5 | 15,9 | 18,0 | 20,4 | 23,6 | 26,6 | 29,4 | 29,8 | 28,9  | 24,1 | 18,9 | 15,5 | 22,2 |
| Átlagos min. hőmérséklet (°C)           | 7,7  | 9,2  | 11,0 | 13,3 | 16,7 | 20,1 | 23,6 | 23,6 | 22,4  | 17,0 | 11,6 | 7,5  | 15,3 |
| Rekord min. hőmérséklet (°C)            | −8,0 | −2,0 | −2,0 | 2,0  | 4,0  | 6,0  | 8,0  | 8,0  | 8,0   | 2,0  | 0,2  | −6,0 | −8,0 |
| Átl. csapadékmennyiség (mm)             | 8    | 7    | 6    | 2    | 1    | 1    | 3    | 10   | 14    | 16   | 5    | 14   | 88   |
| Forrás: Servicio Meteorológico Nacional |      |      |      |      |      |      |      |      |       |      |      |      |      |

## Népesség
A település népessége a közelmúltban folyamatosan és gyorsan növekedett:
| Év   | Lakosság |
| ---- | -------- |
| 1990 | 26 141   |
| 1995 | 26 810   |
| 2000 | 30 466   |
| 2005 | 44 647   |
| 2010 | 56 756   |

## Története
Puerto Peñasco igen fiatal településnek számít: 1927-ben alapították egyszerű halásztelepként. A közeli városokból (pl. Guaymas, Bahía Kino, Puerto Libertad, Puerto Lobos) a halászati idényben érkező halászok sátrakban és a közeli homokdűnék közötti sziklák barlangjaiban telepedtek le. Az első állandó lakók között volt például Víctor Estrella, Benjamín Bustamante, Melquiades Palacio, Luis Mercado, Juan Mercado és Tecla Bustamante, utóbbit az elsők között is az első állandó lakosnak tartják.
A tengerbe nyúló hatalmas kőszikla után a helyet 1929-től Punta Piedra („kőfok”) és Punta Peñasco („sziklafok”) néven kezdték emlegetni. Fő vonzerejét az itteni vizekben előforduló totoaba nevű árnyékhalféle jelentette, amelynek Észak-Amerikában jó felvevőpiaca volt. 1932-ben a sonoytai központ alárendeltjeként rendőrségi követség is alakult az akkor Caborca községhez tartozó településen. 1941-ben a 187 lakó vagy halászattal foglalkozott, vagy a Sonora–Alsó-Kalifornia vasút építésén; ennek a Mexicali és Puerto Peñasco közti szakaszát 1940-ben adták át. A vasútigazgatóság új lakóterületeket jelölt ki, és megkezdte egy jövőbeli nagyobb város megtervezését, ezzel nagyjából egy időben pedig a garnélarákok halászata is fellendült, így a település gyorsan fejlődött. A fejlődésnek köszönhetően 1952-ben létrejött az önálló közigazgatási egység, a több közeli települést magába foglaló Puerto Peñasco község is.

## Turizmus, látnivalók
Bár sem történelmi emlékei, sem múzeumai nincsenek, Puerto Peñascót mégis sok turista látogatja például fesztiváljainak és pezsgő éjszakai életének köszönhetően is. Érdekes létesítménye a sólepárló, és sokan keresik a helyi kézművesek termékeit is, például kerámiákat, kagylóból készült tárgyakat, lakatosmunkákat, ékszereket és az Olneya tesota nevű fából készült faragványokat. A közelben található El Pinacate és Altar-sivatag Bioszféra-rezervátum a világörökség része.